# Lithognathus lithognathus
Espèce
Synonymes
- Lithognathus capensis Swainson, 1839
- Lithognatus lithognathus (Cuvier, 1829)
- Pagellus lithognathus (Cuvier, 1829)
- Pagrus lithognathus Cuvier, 1829

Statut de conservation UICN

 EN A2bcd; B2ab(ii,v) : En danger
Lithognathus lithognathus est une espèce de poissons marins de la famille des Sparidés.